# یوهان هاینریش یاکوب مولر
 یوهان هاینریش یاکوب مولر (انگلیسی: Johann Heinrich Jakob Müller؛ زاده ۳۰ آوریل ۱۸۰۹ درگذشته ۳ اکتبر ۱۸۷۵) یک فیزیک‌دان اهل آلمان بود.